# Prado (Piripiri)
Prado é um bairro da zona sul da cidade de Piripiri. Conforme o censo do IBGE de 2010, sua população era de 5.635 habitantes divididos em 2.807 pessoas declaradas masculinas e 2.828 habitantes declaradas femininas (50.19% de mulheres e 49.81% de homens). Entre os habitantes do bairro, a maior faixa etária concentra-se nas pessoas de 15 a 64 anos de idade.
Os principais pontos de referências do bairro são a Paróquia Sagrado Coração de Jesus e o Clube dos Motoqueiros.